# Megan McDonald
Megan McDonald (18 de fevereiro de 1959) é uma escritora americana de livros infantis; seu trabalho mais conhecido é Judy Moody, sobre uma menina de 9 anos, curiosa, e que vive questionando as coisas. McDonald também escreve muitos livros sobre pinturas, para crianças pequenas e continua a escrever. Seu livro mais recente é a série "Julie Albright". Ela também tem o livro do menino chiclete

## Vida pessoal e educação
É filha de John e Mary Louise McDonald era a mais nova de cinco garotas. Ganhou o prêmio B.A. do Oberlin College em 1981 e o M.L.S. da Universidade de Pittsburgh em 1985.

## Carreira
McDonald começou sua carreira como vendedora de livros, trabalhando na Carnegie Library of Pittsburgh, Minneapolis Public Library e Adams Memorial Library em Latrobe, Pennsylvania. Seu primeiro livro, Is This a House for Hermit Crab?, veio quando seus patrões pediram que ela contasse uma história na livraria Kokopeli.

## Casamento e filhos
McDonald é casada e vive em Sebastopol, Califórnia. Ela tem 2 filhas.

## Trabalhos publicados

### SérieJudy Moody
A série Judy Moody conta as aventuras de Judy Moody, uma garota da 3ª série curiosa e extrovertida. Todos os livros são ilustrados por Peter H. Reynolds.
- Judy Moody (Judy Moody)
- Judy Moody Gets Famous! (Judy Moody Quer a Fama!)
- Judy Moody Saves the World! (Judy Moody Salva o Mundo!)
- Judy Moody Predicts the Future (Judy Moody Prevê o Futuro)
- Judy Moody, Doctor Judy Moody (Doutora Judy Moody)
- Judy Moody Declares Independence (Judy Moody Declara Independência)
- Judy Moody Around the World in 8 1/2 Days (Judy Moody Dá a Volta no Mundo em 8 1/2 Dias)
- Judy Moody Goes to College (Judy Moody na Universidade)
- Judy Moody's Double Rare Way Not Boring Book of Fun Stuff to Do (Judy Moody de bom humor, Judy Moody de mau humor sempre Judy Moody.)

### SérieChiclete
- Stink: The Incredible Shrinking Kid (Chiclete: O Incrível Garoto Que Encolhe)
- Stink and the Incredible Super-Galactic Jaebreaker (Chiclete e o Incrível Quebra-queixo Super-Galáctico)
- Stink and the Wordl's Worst Super-Stinky Sneakers (Chiclete e os Tênis Mais Fedorentos do Mundo)
- Stink and he Great Guinea Pig Express (Chiclete e o Expresso das Cobaias)
- Judy Moody & Stink: The Holly Joliday (Judy Moody & Chiclete: Natal Superlegal)
- Chiclete O Super-Heroi do Sistema Solar

### Livros-figuras
- Is This a House for Hermit Crab?, ilustrado por S. D. Schindler
- The Potato Man, ilustrado por Ted Lewin
- The Great Pumpkin Switch, ilustrado por Ted Lewin
- Whoo-oo Is It?, ilustrado por S. D. Schindler
- Insects Are My Life, ilustrado por Paul Brett Johnson
- My House Has Stars, ilustrado por Peter Catalanotto
- Tundra Mouse: A Storyknife Tale, ilustrado por S. D. Schindler
- The Bone Keeper, ilustrado por G. Brian Karas
- The Night Iguana Left Home, ilustrado por Ponder Goembel
- Reptiles Are My Life, ilustrado por Paul Brett Johnson
- Baya, Baya Lulla-by-a, ilustrado por Vera Rosenbery
- Penguin and Little Blue, ilustrado por Katherine Tillotson
- Ant and Honey Bee: What a Pair!, ilustrado por G. Brian Karas
- Saving the Liberty Bell, ilustrado por  Marsha Gray Carrington
- When the Library Lights Go Out, ilustrado por Katherine Tillotson

### Leitores pequenos
- Beezy, ilustrado por Nancy Poydar
- Beezy at Bat, ilustrado por Nancy Poydar
- Beeza Magic, ilustrado por Nancy Poydar
- Beezy and Funny Bone, ilustrado por Nancy Poydar
- Lucky Star
- Shining Star
- Daisy Jane, Best-Ever Flower Girl!

### Livros à parte
- The Bridge to Nowhere
- Shadows in the Glasshouse
- The Sisters Club (O Clube das Irmãs, no Brasil)
- All the Stars in the Sky: The Santa Fe Trail Diary of Florie Mack Ryder (Série Dear America)

### Títulos da sérieAmerican Girl
- Meet Julie
- Julie Tells Her Story
- Happy New Year, Julie
- Julie and the Eagles
- Julie's Journey
- Changes for Julie
- Pen Pals (American Girl Magazine)

## Prêmios
- 1991: Children's Choice Book, International Reading Association/Children's Book Council (CBC), por Is This a House for Hermit Crab?
- 1991: Livro Escolhido da Reading Rainbow, Is This a House for Hermit Crab?
- 1993: Prêmio Judy Blume de Ficção Contemporânea, Sociedade de Escritores e Ilustradores de Livros Infantis por The Bridge to Nowhere
- 1993: Prêmio Carolyn W. Field, Associação da Livraria de Pennsylvania, por The Great Pumpkin Switch
- 2003: Garden State Children's Book Award de Ficção Jovem, por Judy Moody